# София фон Мекленбург (1557–1631)
София фон Мекленбург-Гюстров (на немски: Sophie zu Mecklenburg-Güstrow) от Дом Мекленбург е принцеса от Мекленбург-Гюстров и чрез женитба кралица на Дания и Норвегия (1572 – 1588). През 1590 – 1594 г. е регент на херцогствата Шлезвиг-Холщайн.

## Биография
Родена е на 4 септември 1557 г. във Визмар, Макленбург-Щрелиц. Дъщеря е на херцог Улрих III фон Мекленбург-Гюстров (1527 – 1603) и принцеса Елизабет Датска (1524 – 1586), дъщеря на крал Фредерик I и принцеса София от Померания-Волгаст. 
София се омъжва на 14-годишна възраст на 20 юли 1572 г. в Копенхаген за братовчед си, с 23 години по-големия, Фредерик II, крал на Дания и Норвегия.
Тя остава на 31 години вдовица през 1588 г. Понеже е чужденка от 1590 г. в германските херцогства Шлезвиг и Холщайн е опекун на сина си Кристиан IV. Император Рудолф II обявява през 1593 г. 15-годишния Кристиан IV за пълнолетен. София е изгонена в Никьобинг на остров Фалстер. През 1594 г. тя се оттегля в манастира Кисмар. По-късно живее в Никьобинг и става много богата, дава назаем пари на много европейки князе.
Умира в Никьобинг Фалстер, Дания, на 3 октомври 1631 г. на 74 години като най-богатата жена в страната и е погребана в катедралата на Роскиле.

## Деца
София и Фридрих II имат 7 деца: 
- Елизабет Датска (1573 – 1626), омъжена на 19 април 1590 г. за херцог Хайнрих Юлиус фон Брауншвайг-Волфенбютел (1564 – 1613)
- Анна Датска (1574 – 1619), омъжена в Осло на 23 ноември 1589 г. за крал Джеймс I от Англия, Шотландия и Ирландия (1566 – 1625)
- Кристиан IV (1577 – 1648), крал на Дания (1588 – 1648), женен I. на 27 ноември 1597 г. за принцеса Анна Катарина фон Бранденбург (1575 – 1612), дъщеря на курфюрст Йоахим Фридрих фон Бранденбург; II. на 31 декември 1615 г. за Кристина Мунх цу Норлунд (1598 – 1658)
- Улрих Йохан (1578 – 1624), от 1603 г. като Улрих II администратор на манастира Шверин, женен за графиня Катарина Хан (* ок. 1580)
- Августа Датска (1580 – 1639), омъжена на 30 август 1595 г. за херцог Йохан Адолф фон Шлезвиг-Холщайн-Готорп (1575 – 1616)
- Хедвиг Датска (1581 – 1641), омъжена за курфюрст Христиан II от Саксония (1580 – 1611)
- Йохан (1583 – 1602), женен 1602 г. за царевна Ксения Борисовна Годунова (1582 – 1622), дъщеря на руския цар Борис Годунов